# Anisus vorticulus
Anisus vorticulus е вид коремоного от семейство Planorbidae.

## Разпространение
Видът е разпространен в Австрия, Албания, Беларус, Белгия, България, Великобритания (Северна Ирландия), Германия, Дания, Италия, Латвия, Литва, Нидерландия, Полша, Северна Македония, Румъния, Русия (Калининград), Словакия, Украйна, Унгария, Франция, Чехия, Швейцария и Швеция.